# میشل رومرو
میشل رومرو (انگلیسی: Michelle Romero؛ زادهٔ ۱۲ ژوئن ۱۹۹۷) بازیکن فوتبال اهل ونزوئلا است.
از باشگاه‌هایی که در آن بازی کرده‌است می‌توان به باشگاه فوتبال دپورتیوو لاکرونیا اشاره کرد.
وی همچنین در تیم‌های ملی فوتبال Venezuela women's national football team بازی کرده‌است.